# Карлукское ханство
Карлукское ханство — тюркское государство, занимавшее территорию северной части Семиречья, вплоть до реки Или, со столицей в Койлыке. Карлукское ханство было вассалом Караханидов до 1130 г., с 1130 и до 1200 гг. — вассалом каракиданов. С 1200 года — самостоятельное государство.
В конце XII века началась гражданская война в ханстве. Правитель Алмалыка Бузар (Озар у Джувейни) объявил себя ханом и начал войну с карлукским Арслан-ханом, однако война ничего не изменила, все осталось по-прежнему. Оба карлукских правителя объединились против каракиданов и в результате стали самостоятельными правителями.
Когда с востока пришли найманы и монголы, карлукские правители Арслан-хан и Бузар объявили себя вассалами монголов. Карлуки с монголами участвовали в походах на каракитаев и Хорезмскую империю.
Когда Чингизхан поделил империю на улусы, Койлыкское владение Карлукского ханство перешло в Улус Джучи, а Алмалыкское владение — в Улус Чагатая.

## Ханы
- Арслан хан — карлукский правитель, убитый в правление гурхана Чжэлугу по подозрению в мятеже.
- Мамду-хан ибн Арслан — карлукский правитель, сын предыдущего, союзник Кучлука.
- Арслан хан ІІ — правитель Койлыка (1210—1222), брат предыдущего. Вёл борьбу с Кучлуком на стороне Чингизхана, ставка Койлык.
- Бузар хан (1200—1218 под именем хана Тугрил-хана, ставка Алмалык)
- Сукнак хан (1218—1222, сын Бузара)